# Węzeł gordyjski

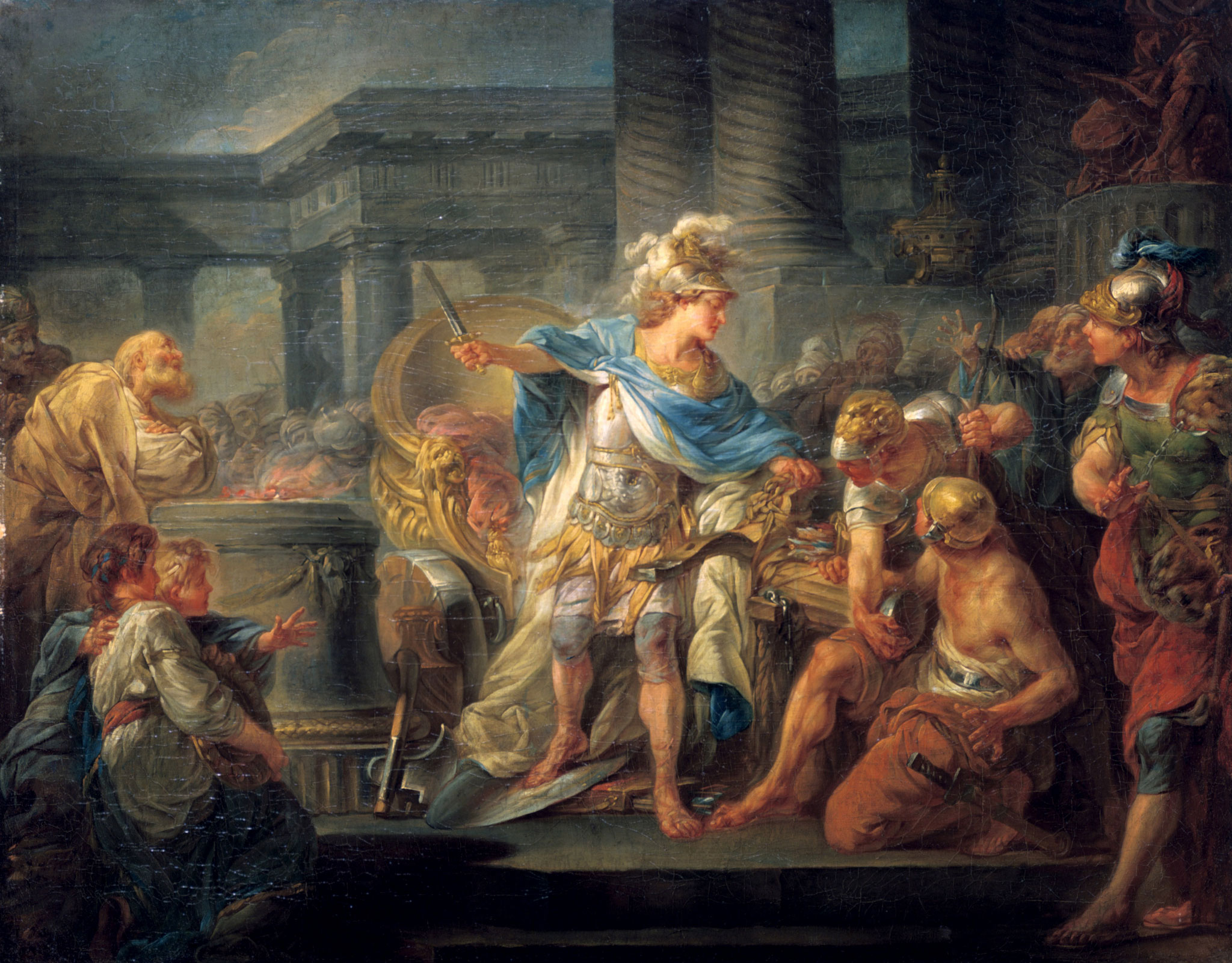
Aleksander rozcina węzeł gordyjski, Alexander cuts the Gordian Knot, Jean-Simon Berthélemy (1743-1811)

Węzeł gordyjski – kunsztownie zawiązany,  bardzo splątany węzeł z dereniowego łyka. Połączone nim były jarzmo i dyszel starego królewskiego wozu – daru wotywnego umieszczonego przez frygijskiego króla Gordiasa lub jego syna i następcę Midasa w świątyni Zeusa w Gordion we Frygii (środkowa Anatolia). Wedle przepowiedni wyroczni człowiek, który rozplącze węzeł, zostanie panem Frygii lub – według innych wersji – całej Azji.
Gdy w 333 p.n.e. do Gordion przybył Aleksander Macedoński, dowiedział się o przepowiedni. Jako że prowadził właśnie podbój imperium perskiego, postanowił rozwiązać węzeł, by wykazać, że to on jest tym, który zdobędzie Azję. Według najpopularniejszej wersji legendy, Aleksander, gdy zorientował się, że węzła nie rozplącze w sposób konwencjonalny, dobył miecza i go po prostu przeciął. Według innej – wyciągnął dyszel, rozłączając w ten sposób części wozu.
Współcześnie „węzeł gordyjski” oznacza skomplikowaną, trudną lub niemożliwą do rozwiązania sytuację, zwłaszcza społeczną lub polityczną, zaś określenie „przecięcie węzła gordyjskiego” stało się synonimem rozwikłania takiej sytuacji prostym, acz niebanalnym i radykalnym posunięciem, nie zawsze też trzymającym się reguł.